# Miljenko Smoje
Miljenko Smoje (Split, 14. veljače 1923. – Split, 25. listopada 1995.),  hrvatski novinar, književnik,  i televizijski scenarist. Pisao je putopise, scenarije, reportaže i satire o običnom čovjeku i suvremenom životu. Objavljivao je na Radio Splitu, u Slobodnoj Dalmaciji, Vjesniku i Feral Tribuneu.

## Životopis
Smoje se rodio u ribarskoj obitelji u Splitu. Djed i otac su mu bili ribari. Odrastao je u četvrti Veli Varoš.
U Splitu je 1941. godine završio gimnaziju. Kasnije je diplomirao hrvatski jezik i povijest na Višoj pedagoškoj školi. Nedugo zatim je u Travanjskom ratu pala Kraljevina Jugoslavija, a Split je okupirala i anektirala fašistička Italija. Smoje se nakon toga priključio antifašističkom pokretu otpora, kao i Komunističkoj partiji Jugoslavije. Međutim, njegova buntovna priroda ga je dovela do toga da vrlo brzo bude isključen iz Partije.   
Nakon rata Smoje je kraće vrijeme radio kao učitelj, da bi od 1950. godine počeo raditi kao novinar u splitskom dnevnom listu Slobodna Dalmacija. Vrlo brzo je na vidjelo izašao njegov talent za pisanje reportaža u kojima bi, uz veliku dozu humora, vješto koristio čakavski dijalekt. U svojim putopisima (koji su u biti bili i novinski članci i intervjui s mještanima i opis mjesta), objavljivanima u Slobodnoj Dalmaciji (veličine cijele stranice ili cijele dvije stranice) novinarskim je neformalnim pristupom pisao o dalmatinskim malim mjestima. Pokrenuo je humoristički list Pomet koji je poslije postao tjedni prilog u Slobodnoj Dalmaciji.
Smoje je postao jedan od najuglednijih novinara tadašnje Hrvatske i Jugoslavije, ali je njegovoj slavi ipak najviše doprinio rad na humorističkoj televizijskoj seriji Naše malo misto iz 1970. godine, koja je burne ekonomske, političke i kulturne promjene prije, za vrijeme i poslije Drugog svjetskog rata pokazala kroz prizmu malih ljudi u dalmatinskom gradiću. Serija je 1982. godine dobila i filmski nastavak u obliku igranog filma Servantes iz Malog mista.
Smoje je 1979. godine otišao u mirovinu, ali je za Slobodnu Dalmaciju nastavio pisati kolumnu "Dnevnik jednog penzionera".
Godinu dana kasnije prema vlastitoj knjizi napisao je scenarij za Velo misto, TV seriju koja je obrađivala povijest Splita od 1910. do 1947. godine. Iako je serija bila predmetom snažne cenzure tadašnjih komunističkih vlasti, doživjela je veliku popularnost i kultni status koji traje do danas.
Osamdesetih godina pa i nakon njegove smrti, dio javnosti ga je neopravdano optuživao za jugonostalgičara, no Smoje nije bio političar, a njegov rad velik je doprinos hrvatskoj komediografiji. Nakon što je Slobodna Dalmacija godine 1993. kontroverznom privatizacijom prešla u vlasništvo Miroslava Kutle, Smoje je postao kolumnist satiričnog tjednika Feral Tribune gdje je pisao sve do svoje smrti.
Miljenko Smoje pokopan je u Žrnovnici, pokraj Splita.

## Djela
- Hajdučka legenda (1971.)
- Dalmatinska pisma (1976.)
- Dnevnik jednog penzionera (1981.)
- Libar Miljenka Smoje (1981.)
- Pasje novelete (1995.)
- Kronika o našem Malom mistu (1971.)
- Kronika veloga mista (1997.)
- Velo misto, prvi dil (2004.)
- Velo misto, drugi dil (2004.)

## Citati
O sucima:

## Vanjske poveznice
- Prvi članak u Feralu  Arhivirana inačica izvorne stranice od 26. rujna 2020. (Wayback Machine)
- Popis djela na openlibrary.org
- Službena biografija na profil.hr  Arhivirana inačica izvorne stranice od 17. listopada 2010. (Wayback Machine)
- Joško Čelan:Knjigom na spomenik  Arhivirana inačica izvorne stranice od 15. srpnja 2010. (Wayback Machine)